# Subdivisions territoriales de l'Union soviétique
L'Union des républiques socialistes soviétiques ou Union soviétique, abrégé en URSS (en russe : Союз Советских Социалистических Республик, abrégé en : СССР  ; prononcé : Soïouz Sovietskikh Sotsialistitchieskikh Riespoublik, SSSR), était un État fédéral de quinze républiques soviétiques qui a existé de 1922 jusqu'à sa dislocation en 1991. Elle était l'héritière de facto de la Russie impériale.

Types de subdivisions:
Raions directement subordonnés aux républiques respectives.
Oblasts.
Krais.
République socialiste soviétique autonome.
Oblasts autonomes subordonnés au krai.
Okrougs autonomes subordonnés à un oblast ou un kraï.

Plus vaste État du monde, l'URSS occupait le 1/6 des terres émergées. Elle s'étendait sur onze fuseaux horaires, de la mer Baltique à la mer Noire et à l'océan Pacifique, c'est-à-dire toute la partie nord de l'Eurasie. Elle reprenait à peu près le territoire de l'ancienne Russie impériale, à l'exception notable de la Pologne et de la Finlande, devenues indépendantes lors de la guerre civile russe de 1918-1921, et des gains territoriaux du régime stalinien tels que l'Ukraine occidentale prise en 1939 à la Pologne lors du Pacte germano-soviétique, la Carélie orientale prise en 1940 à la Finlande agressée, la Moldavie (anciennement la Bessarabie roumaine), les Kouriles du sud et le sud de l'île de Sakhaline pris au Japon en 1945, la Touva ou encore la région de Kaliningrad (l'ancienne Prusse Orientale).
Le territoire de l'URSS varia donc dans le temps, surtout avant et à l'issue de la Seconde Guerre mondiale. Le pays était composé, avant sa dissolution, d'un certain nombre de républiques et régions autonomes en plus de ses quinze républiques fédérales. La république socialiste fédérative soviétique de Russie était, de loin, la plus importante des républiques soviétiques, tant du point de vue de sa surface, de sa population, que de sa puissance politique.

## Républiques socialistes soviétiques
L'Union des républiques socialistes soviétiques (URSS, 1922-1991) était une fédération constituée de quinze républiques socialistes soviétiques (RSS).
À l'exception des républiques socialistes soviétiques d'Arménie, d'Estonie, du Kazakhstan, du Kirghizistan, de Lettonie, de Lituanie, de Moldavie et du Turkménistan, qui ont toujours possédé une structure unitaire, les autres républiques soviétiques avaient, à une époque ou une autre, sur leur territoire au moins une entité ayant un certain degré d'autonomie.
Ainsi, dans la république socialiste fédérative soviétique de Russie, la Géorgie, l'Azerbaïdjan, l'Ouzbékistan et le Tadjikistan, comptaient en leur sein des républiques socialistes soviétiques autonomes. En Russie, les républiques autonomes étaient intégrées au sein de kraïs.
La Russie, tout comme les républiques d'Azerbaïdjan, Biélorussie, de Géorgie, du Tadjikistan, d'Ukraine, possédaient (ou ont possédé) des oblasts autonomes. 
En Russie, il existait aussi des districts autonomes à l'intérieur des oblasts et des kraïs. 
À la suite de la proclamation de leur souveraineté dans le courant de l'année 1991, onze des républiques qui constituaient l'Union des républiques socialistes soviétiques se regroupèrent le 21 décembre 1991 au sein de la Communauté des États indépendants (CEI) par le traité d'Almaty. Les trois républiques baltes (Estonie, Lettonie et Lituanie) ont toujours refusé de rejoindre la CEI.
| Républiques soviétiques | Républiques soviétiques                               | États indépendants actuels |
| ----------------------- | ----------------------------------------------------- | -------------------------- |
| 1                       | République socialiste soviétique d'Arménie            | Arménie                    |
| 2                       | République socialiste soviétique d'Azerbaïdjan        | Azerbaïdjan                |
| 3                       | République socialiste soviétique de Biélorussie       | Biélorussie                |
| 4                       | République socialiste soviétique d'Estonie            | Estonie                    |
| 5                       | République socialiste soviétique de Géorgie           | Géorgie                    |
| 6                       | République socialiste soviétique kazakhe              | Kazakhstan                 |
| 7                       | République socialiste soviétique kirghize             | Kirghizistan               |
| 8                       | République socialiste soviétique de Lettonie          | Lettonie                   |
| 9                       | République socialiste soviétique de Lituanie          | Lituanie                   |
| 10                      | République socialiste soviétique de Moldavie          | Moldavie                   |
| 11                      | République socialiste fédérative soviétique de Russie | Russie                     |
| 12                      | République socialiste soviétique du Tadjikistan       | Tadjikistan                |
| 13                      | République socialiste soviétique du Turkménistan      | Turkménistan               |
| 14                      | République socialiste soviétique d'Ukraine            | Ukraine                    |
| 15                      | République socialiste soviétique d'Ouzbékistan        | Ouzbékistan                |

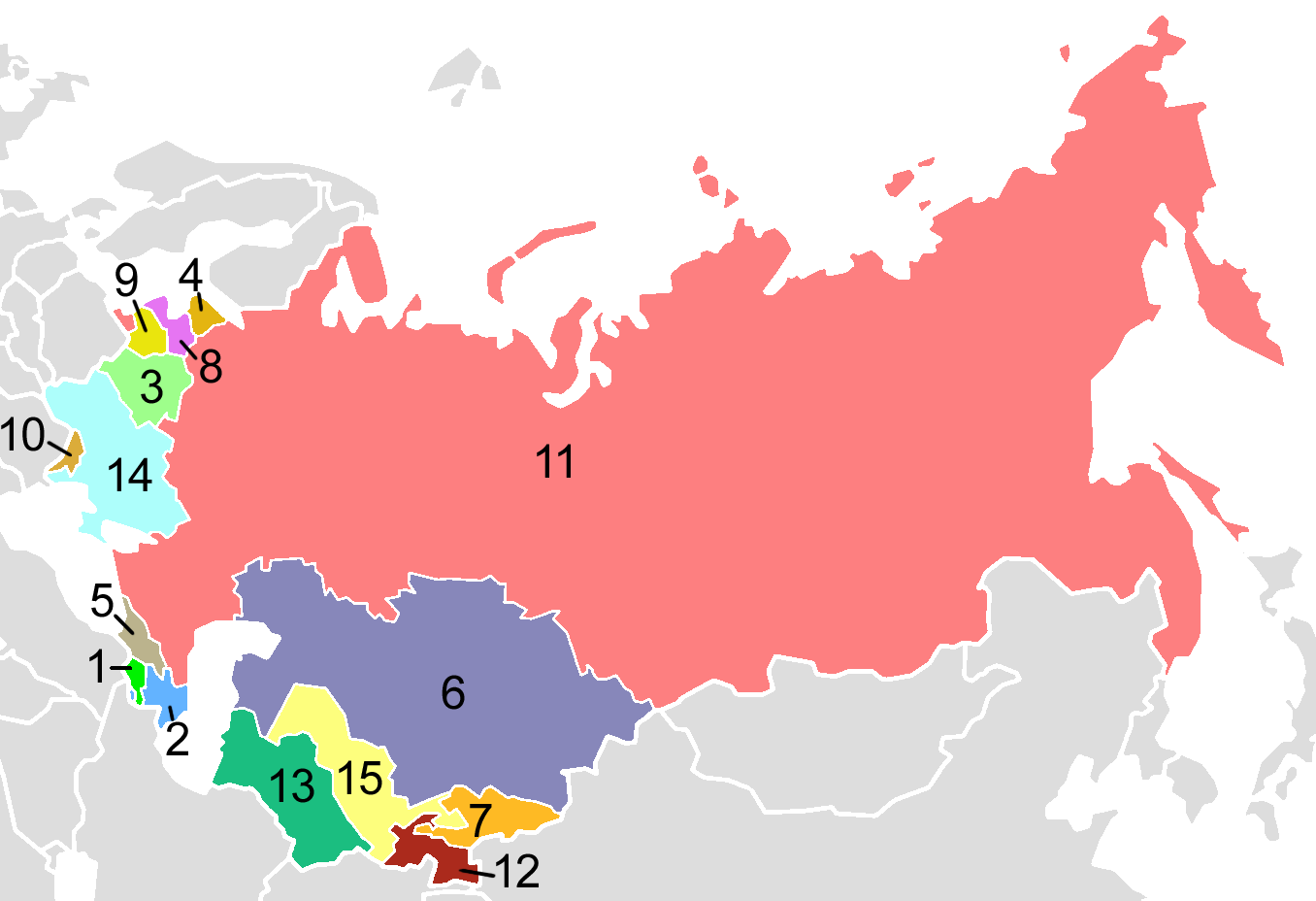
Les 15 républiques socialistes soviétiques fédérées.

Il convient d'ajouter à la liste des quinze républiques socialistes soviétiques (RSS) qui ont existé jusqu'en 1991, deux autres disparues entre-temps :
- la république socialiste fédérative soviétique de Transcaucasie (1922-1936), qui donnera naissance aux RSS d'Arménie, d'Azerbaïdjan et de Géorgie ;
- la République socialiste soviétique carélo-finnoise (1940-1956), par la suite réintégrée à la RSFS de Russie en tant que république socialiste soviétique autonome de Carélie.

Entre 1940 et 1956, l'URSS a donc compté seize RSS fédérées.

## Républiques socialistes soviétiques autonomes
Les républiques socialistes soviétiques autonomes (RSSA) étaient des unités administratives de l'Union des républiques socialistes soviétiques. Elles furent créées pour certaines nationalités. Les républiques socialistes soviétiques autonomes avaient un statut inférieur à celui des républiques socialistes soviétiques (RSS), mais plus élevé que celui des oblasts autonomes et les districts autonomes. Dans la république socialiste fédérative soviétique de Russie, par exemple, les présidents du gouvernement des républiques socialistes soviétiques autonomes étaient officiellement membres du gouvernement. À la différence des républiques socialistes soviétiques, les républiques autonomes n'ont pas le droit de se séparer de leur propre chef de l'Union. Le degré d'autonomie politique, administrative et culturelle a varié dans le temps : il a été plus important dans les années 1920 (indigénisation), dans les années 1950 après la mort de Staline et pendant l'ère Brejnev.

### Liste des républiques socialistes soviétiques autonomes

#### En RSS d'Azerbaïdjan
- République socialiste soviétique autonome du Nakhitchevan, aujourd'hui république autonome du Nakhitchevan.

#### En RSS de Géorgie
- République socialiste soviétique autonome d'Abkhazie, aujourd'hui république autonome d'Abkhazie (La majorité de son territoire est aujourd'hui contrôlé par le gouvernement sécessionniste de la république d'Abkhazie.) ;
- République socialiste soviétique autonome d'Adjarie, aujourd'hui république autonome d'Adjarie.

#### En RSFS de Russie
La constitution de 1978 de la république socialiste fédérative soviétique de Russie reconnaît seize républiques autonomes en son sein.
- République socialiste soviétique autonome bachkire (aujourd'hui république de Bachkirie) ;
- République socialiste soviétique autonome bouriate (aujourd'hui république de Bouriatie) ;
- République socialiste soviétique autonome de Carélie (1923-1940 et 1956-1991, maintenant république de Carélie) ;
- République socialiste soviétique autonome du Daghestan (aujourd'hui république du Daghestan) ;
- République socialiste soviétique autonome kabardino-balkare (appelée République socialiste soviétique autonome kabarde de 1944 à 1957, aujourd'hui république de Kabardino-Balkarie) ;
- République socialiste soviétique autonome kalmouke (aujourd'hui république de Kalmoukie) ;
- République socialiste soviétique autonome des Komis (aujourd'hui république des Komis) ;
- République socialiste soviétique autonome des Maris (aujourd'hui république des Maris) ;
- République socialiste soviétique autonome de Mordovie (aujourd'hui république de Mordovie) ;
- République socialiste soviétique autonome d'Ossétie-du-Nord (aujourd'hui république d'Ossétie-du-Nord-Alanie) ;
- République socialiste soviétique autonome oudmourte (aujourd'hui république d'Oudmourtie) ;
- République socialiste soviétique autonome tatare (aujourd'hui république du Tatarstan) ;
- République socialiste soviétique autonome de Tchétchénie-Ingouchie (1936-1944 et 1957-1990, aujourd'hui divisée en République tchétchène et République d'Ingouchie) ;
- République socialiste soviétique autonome tchouvache (aujourd'hui république de Tchouvachie) ;
- République socialiste soviétique autonome de Touva (aujourd'hui république de Touva) ;
- République socialiste soviétique autonome yakoute (aujourd'hui république de Sakha).

L'oblast autonome du Haut-Altaï (aujourd'hui république de l'Altaï) a été promu au statut de république socialiste soviétique autonome en 1991, pendant la dernière année d'existence l'Union soviétique, devenant ainsi la dix-septième république socialiste soviétique autonome.
D'autres républiques autonomes ont existé précédemment au sein de la république socialiste fédérative soviétique de Russie.
- République socialiste soviétique autonome des Allemands de la Volga (1918-1941) ;
- République socialiste soviétique autonome de Crimée (18 octobre 1921 – 30 juin 1945, aujourd'hui république autonome de Crimée, en Ukraine) ;
- République socialiste soviétique autonome kazakhe (1920-1936, appelée République socialiste soviétique autonome kirghize jusqu'en 1925, devenu en 1936 la république socialiste soviétique du Kazakhstan, aujourd'hui le Kazakhstan) ;
- République socialiste soviétique autonome du Turkestan (1918-1924, aujourd'hui le Kazakhstan, le Kirghizistan, l'Ouzbékistan, le Tadjikistan et le Turkménistan).

#### En RSS d'Ukraine
- République socialiste soviétique autonome moldave (1924-1940). En 1940 son territoire a été divisé : une partie a été incorporée à la république socialiste soviétique de Moldavie (aujourd'hui la Moldavie) ; une autre partie a été directement intégrée à la république socialiste soviétique d'Ukraine (aujourd'hui l'Ukraine).
- République socialiste soviétique autonome de Crimée (depuis le 12 février 1991).

L'oblast de Crimée a été promu au statut république socialiste soviétique autonome à la suite d'un référendum tenu le 20 janvier 1991 (aujourd'hui République autonome Crimée).

#### En RSS d'Ouzbékistan
- République socialiste soviétique autonome de Karakalpakie, aujourd'hui république du Karakalpakistan.

## Oblasts autonomes
Les Oblasts autonomes de l'Union soviétique sont des unités administratives pour un certain nombre de petits pays, qui ont reçu l'autonomie dans les républiques de l'Union soviétique.

### République socialiste soviétique d'Azerbaïdjan
- Oblast autonome du Haut-Karabagh (maintenant Haut-Karabagh).

### République socialiste soviétique de Biélorussie
- Dzierzynszczyzna (1932-1935 ; oblast autonome polonais)

### République socialiste soviétique de Géorgie
- Oblast autonome d'Ossétie du Sud (maintenant Ossétie du Sud).

### République socialiste soviétique d'Ouzbékistan
- Oblast autonome de Karakalpak (1925-1932 ; maintenant Karakalpakistan).

### République socialiste fédérative soviétique de Russie
Bien que la Constitution de 1978 de la RSFSR a précisé que les oblasts autonomes sont subordonnés aux krais, cette clause a été supprimée le 15 décembre 1990, quand il a été précisé que les oblasts autonomes devaient être directement subordonné à la RSFSR. En juin 1991, cinq oblasts autonomes existent au sein de la RSFSR, dont quatre ont été élevées au rang de la république le 3 juillet 1991 :
- Oblast autonome de Adyghéen (maintenant Adyguée) ;
- Oblast autonome de Gorno-Altaï (maintenant république de l'Altaï) ;
- Oblast autonome juif (n'a pas changé) ;
- Oblast autonome de Karatchaï-Cherkess (maintenant Karatchaïévo-Tcherkessie) ;
- Oblast autonome de Khakas (maintenant Khakassie).

Autres oblasts autonomes datant de l'ère soviétique :
- Oblast autonome Tchétchène (1922-1936 ; maintenant Tchétchénie) ;
- Oblast autonome Tchétchène-ingouche (1944-1957 ; Fusionnés dans la république socialiste soviétique autonome de Tchétchénie-Ingouchie) ;
- Oblast autonome de Cherkess (oblast national de Cherkess 1926-1928; Oblast autonome de Cherkess 1928-1957 ; Plus tard fusionné dans Oblast autonome de Karatchaï-Cherkess) ;
- Oblast autonome de Tchouvache (1920-1925 ; maintenant Tchouvachie) ;
- Oblast autonome de Ingouche (1924-1936 ; maintenant Ingouchie) ;
- Oblast autonome de Kabardino-Balkarie (1921-1936 ; maintenant Kabardino-Balkarie) ;
- Oblast autonome de Kalmouk (1920-1935 ; maintenant Kalmoukie) ;
- Oblast autonome kara-kirghiz (1924-1926 ; renommé Oblast autonome Kyrgyz en 1924, et devient une république autonome (République socialiste soviétique autonome kirghize), et devenu une république en 1936 (République socialiste soviétique kirghize), et maintenant devenu un État indépendant (Kirghizistan) ;
- Oblast autonome de Karatchaï-Cherkess (1922-1926 ; 1957-1991) ;
- Oblast autonome de Commis-Zyryan (1922-1929 ; maintenant république des Komis) ;
- Oblast autonome de Mari (1920-1936 ; maintenant république des Maris) ;
- Oblast autonome d'Ossétie du Nord (1924-1936 ; maintenant Ossétie-du-Nord-Alanie) ;
- Oblast autonome de Touva (1944-1961 ; maintenant Touva) ;
- Oblast autonome d'Oudmourtie (1920-1934 ; maintenant Oudmourtie) ;
- District autonome grec (1930-1939).

### République socialiste soviétique du Tadjikistan
- Oblast autonome de Haut-Badakchan (maintenant Haut-Badakhchan).

### République socialiste soviétique d'Ukraine
- Marchlewszczyzna Radziecka (District national polonais) (1926-1935) ;
- oblast autonome moldave (1924) qui devient une république autonome quelques mois après sa formation, avant d'être transformée en République socialiste soviétique moldave en 1940, détachée alors de l'Ukraine et agrandie de la Bessarabie roumaine, mais diminuée de plusieurs raions de Podolie au profit de l'oblast d'Odessa.